# ヴァン&シェンク

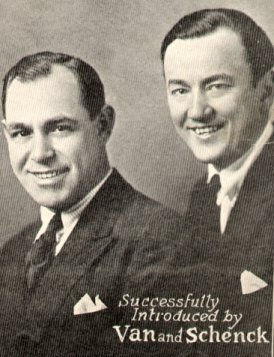
Van and Schenck.

ヴァン&シェンク (Van and Schenck) は、1910年代から1920年代にかけて人気のあったアメリカ合衆国のエンターテイナー、バリトンのガス・ヴァン（Gus Van、本名：アウグスト・フォン・グラーン (August Von Glahn)、1886年8月12日 - 1968年3月12日）と、テノールのジョー・シェンク（Joe Schenck、本名：ジョセフ・トゥーマ・シャンク (Joseph Thuma Schenck)、1891年ころ - 1930年6月28日）の2人組。ヴォードヴィル界の人気スターであり、1918年から1921年の4年間、『ジーグフェルド・フォリーズ (Ziegfeld Follies)』に連続して出演した。また、エマーソン (Emerson) やビクター、コロムビアなどのレコード会社から、数多くのレコードを出した。

## 経歴
シェンクがピアノを弾きながら2人で歌い、お笑いを織り込むという演目を行なった。ヴァンは特に、方言など喋り方に絡めた笑いを取るのに長けており、地方ごとの、あるいはヨーロッパ諸国出身者の話し振りを、何でも真似てみせることができた。この2人組の代表的なノベルティ・ヒットのひとつは、イタリア料理を賛美する「Pastafazoola」という曲で、（イタリア系移民のように）それらしく演じられるものであった。ヴァンの心のこもったバリトンと、シェンクの高音のテノールはハーモニーもよく、彼らは「歌の国の優勝バッテリー (the pennant-winning battery of songland)」と称された。ラジオ番組への出演もし、さらに初期のトーキー映画にも出ており、短編ではヴァイタフォンとムーヴィートーン の両方にそれぞれ数本出演しており、長編の主演映画も1本、MGMの『They Learned About Women』（1930年）がある。
第一次世界大戦中も、彼らはユーモラスな曲を録音し続けたが、そのひとつ「I Don't Want to Get Well」は、傷ついた兵士が、病院の居心地がよく、看護婦に恋をしたので、治りたくないと願う、という内容であった。
1930年にシェンクが心臓病で病死した後も、ヴァンはひとりで舞台に立ち続け、映画やラジオにも出演した。1941年には、ニューヨークで制作されたサウンディーズ (Soundies) に数多く出演した。シェンクはブルックリン区のエヴァーグリーンズ墓地 (Cemetery of the Evergreens) に埋葬された。

## おもなディスコグラフィ
- "It's Been a Long, Long Time Since I've Been Home" (1916)
- "Hawaiian Sunshine" (1916)
- "For Me and My Gal" (1917)
- "Yaddie Kaddie Kiddie Kaddie Koo" (1917)
- "Huckleberry Finn" (1917)
- "That's How You Can Tell They're Irish" (1917)
- "My Little China Doll" (1917)
- "Mother, May I Go in to Swim?" (1917)
- "Dance and Grow Thin" (1917)
- "There's Something Nice about the South" (1917)
- "Far Away in Honolulu" (1917)
- "Mulberry Rose" (1917)
- "The Ragtime Volunteers are Off to War" (1917)
- "I Don't Want to Get Well" (1917)
- "Southern Gals" (1917)
- "I Miss the Old Folks Now" (1917)
- "In the Land O' Yamo Yamo" (1917)
- "Where Do They Get 'Em and How Do They Get 'Em?" (1918)
- "My Mind's Made Up to Marry Carolina" (1918)
- "Ragtime Moses Old-Time Bomboshay" (1918)
- "I Always Think I'm Up in Heaven" (1918)
- "Tackin 'Em Down" (1918)
- "They Were All Out Of Step But Jim" (1918)
- "Why Do They Call Them Babies?" (1918)
- "You'll Always Find A Lot of Sunshine in My Old Kentucky Home" (1918)
- "You'll Find Old Dixieland in France" (1918)
- "Oh, How She Can Sing" (1919)
- "Mandy" (1919)
- "Open Up The Golden Gates To Dixieland" (1919)
- "Sweet Kisses" (1919)
- "They're All Sweeties" (1919)
- "After You Get What You Want, You Don't Want It" (1920)
- "All The Boys Love Mary" (1920)
- "In Napoli" (1920)
- "You Tell 'em" (1920)
- "Ain't We Got Fun?" (1921)
- "Ain't You Coming Out Malinda?" (1921)
- "All She'd Say Was Umh Hum" (1921)
- "O'Reilly (I'm Ashamed of You)" (1921)
- "She Walks in Her Husband's Sleep" (1921)
- "Sweet Love" (1921)
- "What's A Gonna Be Next?" (1921)
- "Who's Been Around" (1921)
- "Carolina in The Morning" (1923)
- "Steamboat Sal" (1923)
- "Take 'em To The Door Blues" (1925)
- "That Red Head Gal" (1926)
- "Magnolia" (1927)